# Želmanovce
Želmanovce, o anche Želmanov, (in ungherese Zsálmány) è un comune della Slovacchia facente parte del distretto di Svidník, nella regione di Prešov.